# Confiança cega
Confiança cega (títol original en francès: La confiance règne) és una pel·lícula francesa dirigida per Étienne Chatiliez estrenada el 2004. Ha estat doblada al català.

## Argument
A Mülhausen, Chrystèle i Christophe s'estimen però ella és infidel i idiota. Aquests antiherois proletaris, dels quals un té un pare incestuós, són contractats com a criats i roben quan tenen l'ocasió.

## Repartiment
- Cécile de France: Chrystèle Burrel
- Vincent Lindon: Christophe Gérard
- Éric Pastor: Ludo Burrel
- Anne Brochet: Perrine Beverel
- Martine Cavaller: Françoise Térion
- Jacques Boudet: Philippe Térion
- Pierre Vernier: Jacques Térion
- Jean-Marc Roulot: Henri Beverel
- Érick Desmarestz: Jean
- Évelyne Didi: Madame Burrel, la mare de Chrystèle
- André Wilms: Senyor Burel, el pare de Chrystèle
- Anne Benoît: Gisèle
- Évelyne Istria: Mounie
- Claudie Guillot: Hélène Loustalier
- Béatrice Costantini: Françoise Terion 2
- Jean-Luc Porraz: el banquer
- Anne Fassio: Lydia Brébant
- Natacha Koutchoumov: Nadège
- Hervé Falloux: El metge
- Catherine Hosmalin: Greta
- Marc Rioufol: el playboy
- Laurent Rey: Paul Loustalier
- Idit Cebula: Madame Finkel
- Laurent Schilling: Armand
- Hélène Roussel: Clothilde
- Marie-Thérèse Arena: Estelle
- Didier Gircourt (veu)
- Nathalie Levy-Lang: La primera veïna de Ladurée
- Marie Beltrami: La segona veïna de Ladurée
- Jorn Cambreleng: El turista alemany
- Isabelle Ferron: La infermera
- Jean Lorrain: M. Kreuof
- Fabrice Lotou: El servidor del Plaza
- Macha Model: La prostituta russa
- Lucas Chahuneau: Victor
- Eléonore Schoettel: La perruquera

## Al voltant de la pel·lícula
- El film ha estat rodat a diversos llocs d'Alsàcia :
  - L'Estació de Colmar (introducció del film)
  - L'Estació de Erstein (el retrobament de la parella)
  - A Estrasburg al Cafè Brant
  - A Mülhausen: l'Estació central, el carrer de la Sinne (escena del robatori de diners al caixer automàtic) i la plaça de la Reunió
  - Rouffach (escena del joc de petanca a la plaça de la ciutat)
  - Wittenheim (escena a la ciutat minera: el retrobament amb la família d'acollida de Chrystèle).
  - Altres escenes han estat rodades a París, Deauville (al Golf i al Casino Barrera i a l'hotel Normandy Barrera) i Benerville-sur-Mer.
- El film ha estat objecte d'una projecció de pre-estrena al cinema Kinepolis de Mülhausen.